# Pseudo-isidorische decretalen
De Pseudo-isidorische decretalen zijn een bundel documenten uit de negende eeuw die door de samenstellers werden toegeschreven aan de fictieve Isidorus Mercator, niet te verwarren met de bisschop Isidorus van Sevilla (560-636). Deze decretalen, pauselijke brieven met beslissingen over kerkelijke en juridische problemen, zijn echter niet vervaardigd door Isidorus, maar zijn vervalsingen of een samenraapsel van citaten uit verschillende bronnen. Een anonieme schrijver uit de negende eeuw, vermoedelijk werkzaam in het bisdom Reims, heeft deze decretalen samengesteld. De Pseudo-isidorische decretalen vervulden een belangrijke rol in de strijd tussen de paus en de wereldlijke overheden. Ze zijn met name ook van belang om zicht te krijgen op het kerkelijke recht van de negende eeuw.   
De kern van de decretalen is het primaat van de geestelijkheid boven de wereldlijke macht. In de tweede plaats zijn de decretalen gebruikt om de opperheerschappij van de Paus over andere geestelijken te onderstrepen. Op grond van deze decretalen claimden de pausen vanaf de negende eeuw, in het bijzonder paus Nicolaas I (858-867), wereldlijke en kerkelijke oppermacht. Ook de Donatio Constantini was een vervalst traktaat dat deze claim scheen te onderstrepen. In de middeleeuwen heeft de strijd om wereldlijke macht tussen de Paus en de keizer de gemoederen danig in beweging gebracht. 
Nicolaas I heeft deze decretalen onder meer gebruikt tegen:
- Hincmar van Reims, aartsbisschop, die de afzetting van bisschop Rothard van Soissons ongedaan moest maken.
- koning Lotharius II, die zijn vrouw verstoten had, maar haar van de paus moest terugnemen. De paus zette namelijk de aartsbisschoppen van Keulen en Trier, die de verstoting hadden goedgekeurd, af.
- Photios, de patriarch van Constantinopel.

Ook latere pausen hebben zich met kracht op de Donatio en deze decretalen beroepen. David Blondel toonde in zijn Pseudoisidorus et Turrianus vapulantes (1628) onomstotelijk aan dat de Pseudo-isidorische decretalen een vervalsing zijn.